# Монеты евро Эстонии
Эстонские монеты евро — современные денежные знаки Эстонии, введённые в обращение 1 января 2011 года. На национальной стороне монет в качестве отличительных знаков располагается карта Эстонии в современных границах, 12 звёзд, название страны на эстонском языке («EESTI») и год выпуска монеты.
Впервые информирование населения во время перехода на евро ведётся на двух языках: эстонском и русском.
Чеканятся на Монетном дворе Финляндии.

## Дизайн национальной стороны
| 0,01 € | 0,02 € | 0,05 €                                      |
| ------ | ------ | ------------------------------------------- |
|        |        |                                             |
| 0,10 € | 0,20 € | 0,50 €                                      |
|        |        |                                             |
| 1,00 € | 2,00 € | Надпись на гурте монеты достоинством 2 евро |
|        |        |                                             |

## Стартовый комплект
С 1 декабря 2010 года все частные лица могли купить стартовые комплекты эстонских евро монет за 200 крон. Комплект содержал монеты на 12,79 евро (200,12 крон). Они продавались во всех банковских конторах и почтовых отделениях до 31 декабря 2010 года. Всего выпущено 600 000 экземпляров.
В этом комплекте 42 монеты:
- 1 цент — 7 монет;
- 2 цента — 6 монет;
- 5 центов — 6 монет;
- 10 центов — 6 монет;
- 20 центов — 6 монет;
- 50 центов — 5 монет;
- 1 евро — 4 монеты;
- 2 евро — 2 монеты;
- 1 жетон безопасности, подтверждающий подлинность комплекта.

Для предприятий выпущено 2 разновидности комплекта евромонет: на 111 евро и 198 евро. Их можно было заказать до 20 декабря 2010 года.
Комплект 111 евро содержит монеты:
- 1 цент — 50 монет (1 ролик);
- 2 цента — 50 монет (1 ролик);
- 5 центов — 50 монет (1 ролик);
- 10 центов — 40 монет (1 ролик);
- 20 центов — 40 монет (1 ролик);
- 50 центов — 40 монет (1 ролик);
- 1 евро — 25 монет (1 ролик);
- 2 евро — 25 монет (1 ролик).

Комплект 198 евро содержит монеты:
- 1 цент — 100 монет (2 ролика);
- 2 цента — 100 монет (2 ролика);
- 5 центов — 100 монет (2 ролика);
- 10 центов — 120 монет (3 ролика);
- 20 центов — 40 монет (1 ролик);
- 50 центов — 40 монет (1 ролик);
- 1 евро — 50 монет (2 ролика);
- 2 евро — 50 монет (2 ролика).

## Тираж
| Номинал                                                                                      | €0,01      | €0,02      | €0,05      | €0,10      | €0,20      | €0,50      | €1,00      | €2,00      |
| -------------------------------------------------------------------------------------------- | ---------- | ---------- | ---------- | ---------- | ---------- | ---------- | ---------- | ---------- |
| 2011                                                                                         | 32 000 000 | 30 000 000 | 30 000 000 | 30 000 000 | 25 000 000 | 20 000 000 | 16 000 000 | 11 000 000 |
| 2012                                                                                         | 25 000 000 | 25 000 000 | —          | —          | —          | —          | —          | —          |
| 2013                                                                                         | —          | —          | —          | —          | —          | —          | —          | —          |
| 2014                                                                                         | —          | —          | —          | —          | —          | —          | —          | —          |
| 2015                                                                                         | 14 000 000 | 17 100 000 | —          | —          | —          | —          | —          | —          |
| 2016                                                                                         | 20 000     | 20 000     | 20 000     | 20 000     | 20 000     | 20 000     | 20 000     | 20 000     |
| 2017                                                                                         | 9 000 000  | 4 000 000  | 4 550 000  | —          | 3 250 000  | —          | —          | —          |
| Выделены те тиражи монет, которые были эмитированы только в качестве чеканки BU и/или Proof. |            |            |            |            |            |            |            |            |

## Скандал с картой
Почти сразу после введения монет в обращение власти Эстонии были обвинены в искажении границ страны на изображённой на монетах карте, на что посол Эстонии в России заявил, что «одного взгляда на эти монеты достаточно, чтобы убедиться, что граница, изображённая на всех эстонских монетах, соответствует нынешней границе, а не довоенной». Ещё в сентябре 2010 года дизайнер монет отмечал, что первоначальный рисунок границ на монетах был изменён, и в итоге на монетах отображаются новые границы.